# 網路自警行為
網絡自警行為是一種藉由網路（通訊網路或其服務供應商）或基於網路的方式（全球資訊網、電子郵件）進行的自警活動。一些人認為網際網路缺乏中央控制，導致某些自警行為和引發自警的行為別無二致。有时会演变成为人肉搜索、网络私刑甚至网络暴力行为。